# Sakernas tillstånd
Sakernas tillstånd (tyska: Der Stand der Dinge) är en tysk-portugisisk-amerikansk dramafilm från 1982 i regi av Wim Wenders.

## Utmärkelser
Filmen vann bland annat Guldlejonet för bästa film 1982 och Tyska filmpriset för bästa film året därpå.

## Rollista i urval
- Patrick Bauchau - Friedrich, regissör
- Allen Garfield - Gordon
- Isabelle Weingarten - Anna
- Rebecca Pauly - Joan
- Jeffrey Kime - Mark
- Geoffrey Carey - Robert
- Camilla More - Julia
- Alexandra Auder - Jane
- John Paul Getty III - Dennis, författare
- Samuel Fuller - Joe, fotograf
- Roger Corman - advokaten
- Robert Kramer - kameraassistenten